# خسوس ماریا پردا
خسوس ماریا پردا (انگلیسی: Jesús María Pereda؛ ۱۵ ژوئن ۱۹۳۸ – ۲۷ سپتامبر ۲۰۱۱) یک بازیکن فوتبال اهل اسپانیا بود.
از باشگاه‌هایی که در آن بازی کرده‌است می‌توان به باشگاه فوتبال رئال مادرید، بارسلونا، باشگاه فوتبال سویا، رئال مایورکا، و رئال وایادولید اشاره کرد.
وی همچنین در تیم ملی فوتبال اسپانیا بازی کرده‌است.